# تعویض موج منعکس شده
تعویض موج منعکس شده یک روش علامت دهی است که در گذرگاه‌های رایانه ای backplane مانند PCI استفاده می‌شود.
گذرگاه رایانه ای backplane نوعی برد مدار چاپی چند لایه است که حداقل دارای یک لایهٔ (تقریباً) جامد مس به نام هواپیمای زمینی و حداقل یک لایه از مسیرهای مس است که به عنوان سیم برای سیگنال‌ها استفاده می‌شود. هر سیگنال در امتداد یک خط انتقال که توسط مسیر آن و نوار باریک هواپیمای زمینی به‌طور مستقیم در زیر آن تشکیل شده‌است، حرکت می‌کند. این ساختار در مهندسی رادیو به عنوان خط میکرواستریپ شناخته می‌شود.
هر سیگنال از یک فرستنده به یک یا چند گیرنده منتقل می‌شود. اکثر گذرگاه‌های رایانه ای از سیگنالهای باینری دیجیتال که رشته‌هایی از پالس‌های دامنه ثابت هستند، استفاده می‌کنند. برای دریافت اطلاعات صحیح، گیرنده باید هر پالس را یک بار و فقط یک بار تشخیص دهد. برای اطمینان از این کار، طراح باید مشخصات فرکانس بالا میکروستریپ را در نظر بگیرد.
هنگامی که یک پالس توسط فرستنده به درون میکروستریپ پرتاب می‌شود، دامنهٔ آن به نسبت امپدانس‌های فرستنده و میکرواستریپ بستگی دارد. امپدانس فرستنده به سادگی، مقاومت خروجی آن است. امپدانس میکرواستریپ، امپدانس مشخصه آن است که به ابعاد آن و به مواد استفاده شده در ساخت backplane بستگی دارد. همان‌طور که لبهٔ پیشرو در پالس (موج حادثه) از گیرنده عبور می‌کند، ممکن است دامنه کافی برای تشخیص داشته باشد یا نداشته باشد. اگر داشته باشد، گفته می‌شود که سیستم از تعویض موج حادثه ای استفاده می‌کند. این سیستمی است که در بیشتر گذرگاه‌های رایانه ای قبل از PCI مانند گذرگاه VME استفاده می‌شد.
هنگامی که پالس به انتهای میکرواستریپ می‌رسد، رفتار آن به شرایط مدار در این مرحله بستگی دارد. اگر میکرواستریپ به درستی به پایان برسد (معمولاً با ترکیبی از مقاومت‌ها)، پالس، جذب شده و انرژی آن به گرما تبدیل می‌شود. این موردی است در یک گذرگاه تعویض موج حادثه ای وجود دارد. از طرف دیگر، اگر در انتهای میکرواستریپ خاتمه ای وجود نداشته باشد و پالس با مدار باز مواجه شود، به سمت منبع خود منعکس می‌شود. همان‌طور که این موج منعکس شده در امتداد میکرواستریپ به عقب بازمی‌گردد، دامنه آن به پالس اصلی اضافه می‌شود. همان‌طور که موج منعکس شده برای بار دوم از گیرنده عبور می‌کند، این بار از جهت مخالف، اکنون دامنه کافی برای تشخیص دارد. این همان اتفاقی است که در یک گذرگاه تعویض موج منعکس رخ می‌دهد.
در گذرگاه‌های تعویض موج حادثه، بازتاب‌هایی از انتهای گذرگاه نامطلوب هستند و باید با اضافه کردن ترمینال، از آنها جلوگیری شود. خاتمه دادن به یک ردیابی موج حادثه ای ازنظر پیچیدگی، از یک ترمینال متعادل DC متصل به جریان متناوب تا یک خاتمه دهنده سری مقاومت، متفاوت است؛ اما تمام خاتمه‌های موج حادثه ای، هم انرژی و هم فضا را مصرف می‌کنند (جانسون و گراهام، ۱۹۹۳). با این حال، گذرگاه‌های تعویض موج حادثه ای می‌توانند به‌طور قابل توجهی طولانی‌تر از گذرگاه‌های تعویض موج منعکس شده‌ای باشند که در همان فرکانس کار می‌کنند.
اگر طول گذرگاه محدود قابل قبول باشد، یک گذرگاه تعویض موج منعکس شده از انرژی کمتری استفاده خواهد کرد و اجزای کمتری برای کار در یک فرکانس مشخص استفاده می‌شود. گذرگاه باید به اندازه کافی کوتاه باشد، به طوری که یک پالس ممکن است دو برابر طول backplane را طی کند (یک سفر کامل برای موج حادثه، و دیگری برای موج منعکس شده)، و به اندازه کافی تثبیت شود تا در یک چرخه تک گذرگاه خوانده شود. زمان سفر را می‌توان با تقسیم طول رفت و برگشت گذرگاه بر سرعت انتشار سیگنال (که تقریباً یک و نیم تا دو سوم c، سرعت نور در خلأ است) محاسبه کرد.